# Волки (Свердловская область)
Волки — деревня в Ачитском городском округе Свердловской области. Управляется Большеутинским сельским советом.

## География
Деревня располагается 26 км северо-восточнее центра округа — Ачита (по автодороге в 35 км, через Верхний Потам). Деревня располагается на левом берегу притока Сылвы — реки Ут. На реке Ут организован пруд, у деревни в него впадает река Платоновка, на другом берегу которой расположена деревня Лузенина. Местное название деревни — Волково.

## Население
| 2002 | 2010 | 2021 |
| ---- | ---- | ---- |
| 3    | →3   | ↘2   |

## Инфраструктура
В деревне расположена всего одна улица: Зелёная.